# Borisław Gidikow
Borisław Krystew Gidikow (bułg. Борислав Кръстев Гидиков, ur. 3 listopada 1965 w Pazardżiku) – bułgarski sztangista. Złoty medalista olimpijski z Seulu.
Zawody w 1988 były jego jedynymi igrzyskami olimpijskimi. Zwyciężył w rywalizacji w wadze do 75 kg. Był mistrzem świata w 1987 i srebrnym medalistą tej imprezy w 1986. Na mistrzostwach Europy był drugi w 1986 oraz trzeci w 1987. Pobił jeden oficjalny rekord świata.